# Austromuellera
- Commons
- Wikispecies

Austromuellera é um género botânico pertencente à família Proteaceae.
Cresce naturalmente em apenas três áreas das florestas tropicais no nordeste de Queensland, na Austrália.
O gênero foi nomeado por Cyril Tenison White em memória de Ferdinand von Mueller.

## References
1. 1 2  
Hyland, Bernie P. M. (1999). «Austromuellera». In:  Wilson, A. J. G. Flora of Australia: Volume 17B: Proteaceae 3 (online version). Col: Flora of Australia series. [S.l.]: CSIRO Publishing / Australian Biological Resources Study. pp. 173, 175, 396, Fig. 24, Map 174; p. 173, Plate 34, Fig. 23, Map 173. ISBN 978-0-643-06454-6
2. ↑  
White, Cyril T. (1930). «A new genus of Proteaceae from north Queensland». Bulletin of Miscellaneous Information. 1930 (6): 234–235. doi:10.2307/4111549. Consultado em 8 de abril de 2013
3. ↑  
Austromuellera%. Australian Plant Name Index (APNI), Integrated Botanical Information System (IBIS) database (listing by % wildcard matching of all taxa relevant to Australia). [S.l.]: Centre for Plant Biodiversity Research, Australian Government. Consultado em 26 de abril de 2013